# Indianola (Washington)
Indianola az Amerikai Egyesült Államok északnyugati részén, Washington állam Kitsap megyéjében, a Port Madison rezervátumban elhelyezkedő statisztikai település. A 2010. évi népszámlálási adatok alapján 3500 lakosa van.

## Történet
W. L. Gazzam 1916-ban alapította az Indianola Beach Land Companyt, melynek célja a település népszerűsítése volt. Ugyanezen évben megnyílt a kikötő és az első üzlet, amelyet 1917-ben egy újabb követett. Indianola elsődlegesen üdülőterület volt. Az újraindult posta élére az 1920-ban ideköltöző Cyrus Beede Pickrell került.
Az 1920-as években könyvtár és közösségi ház megnyitását is tervezték. A szükséges összeg összegyűjtésére 1924-ben karnevált rendeztek, 1928-ban pedig létrejött az Indianola Beach Improvement Club; a közösségi ház végül a W. L. Gazzamtól vásárolt területen, 1930-ban nyílt meg.
Az iskolát húsz év működés után 1941-ben bezárták, a komp pedig 1951-ben, az Agate Pass híd átadását követően szűnt meg. A második világháborúban a haditengerészet tevékenysége miatt ideiglenesen megnőtt a népességszám.
A település 1957-ben a Kitsap helyett az Indianola nevet vette fel.

## Éghajlat
A település éghajlata mediterrán (a Köppen-skála szerint Csb).
| Hónap                         | Jan. | Feb. | Már. | Ápr. | Máj. | Jún. | Júl. | Aug. | Szep. | Okt. | Nov. | Dec.  | Év    |
| ----------------------------- | ---- | ---- | ---- | ---- | ---- | ---- | ---- | ---- | ----- | ---- | ---- | ----- | ----- |
| Rekord max. hőmérséklet (°C)  | 17,8 | 18,9 | 25,6 | 27,8 | 32,2 | 33,9 | 40,6 | 35,0 | 33,9  | 30,6 | 24,4 | 17,8  | 40,6  |
| Átlagos max. hőmérséklet (°C) | 8,3  | 10,0 | 12,2 | 15,0 | 17,8 | 21,1 | 24,4 | 24,4 | 21,7  | 15,6 | 10,6 | 7,8   | 15,8  |
| Átlagos min. hőmérséklet (°C) | 2,8  | 2,8  | 3,9  | 6,1  | 8,9  | 11,1 | 13,3 | 13,9 | 11,7  | 8,3  | 5,0  | 2,2   | 7,5   |
| Rekord min. hőmérséklet (°C)  | −7,8 | −7,2 | −2,8 | −0,6 | 1,7  | 6,1  | 8,3  | 8,3  | 6,1   | −1,7 | −7,8 | −11,7 | −11,7 |
| Átl. csapadékmennyiség (mm)   | 122  | 87   | 89   | 70   | 55   | 41   | 20   | 25   | 39    | 87   | 148  | 138   | 921   |
| Forrás: The Weather Channel   |      |      |      |      |      |      |      |      |       |      |      |       |       |

## Népesség
A település népességének változása:
| Lakosok száma | 3026 | 3500 | 3664 |
|               | 2000 | 2010 | 2020 |

## Fordítás
Ez a szócikk részben vagy egészben  az   Indianola, Washington című angol Wikipédia-szócikk ezen változatának fordításán alapul.  Az eredeti cikk szerkesztőit annak laptörténete sorolja fel. Ez a jelzés csupán a megfogalmazás eredetét és a szerzői jogokat jelzi, nem szolgál a cikkben szereplő információk forrásmegjelöléseként.